# IP (степень защиты оболочки)

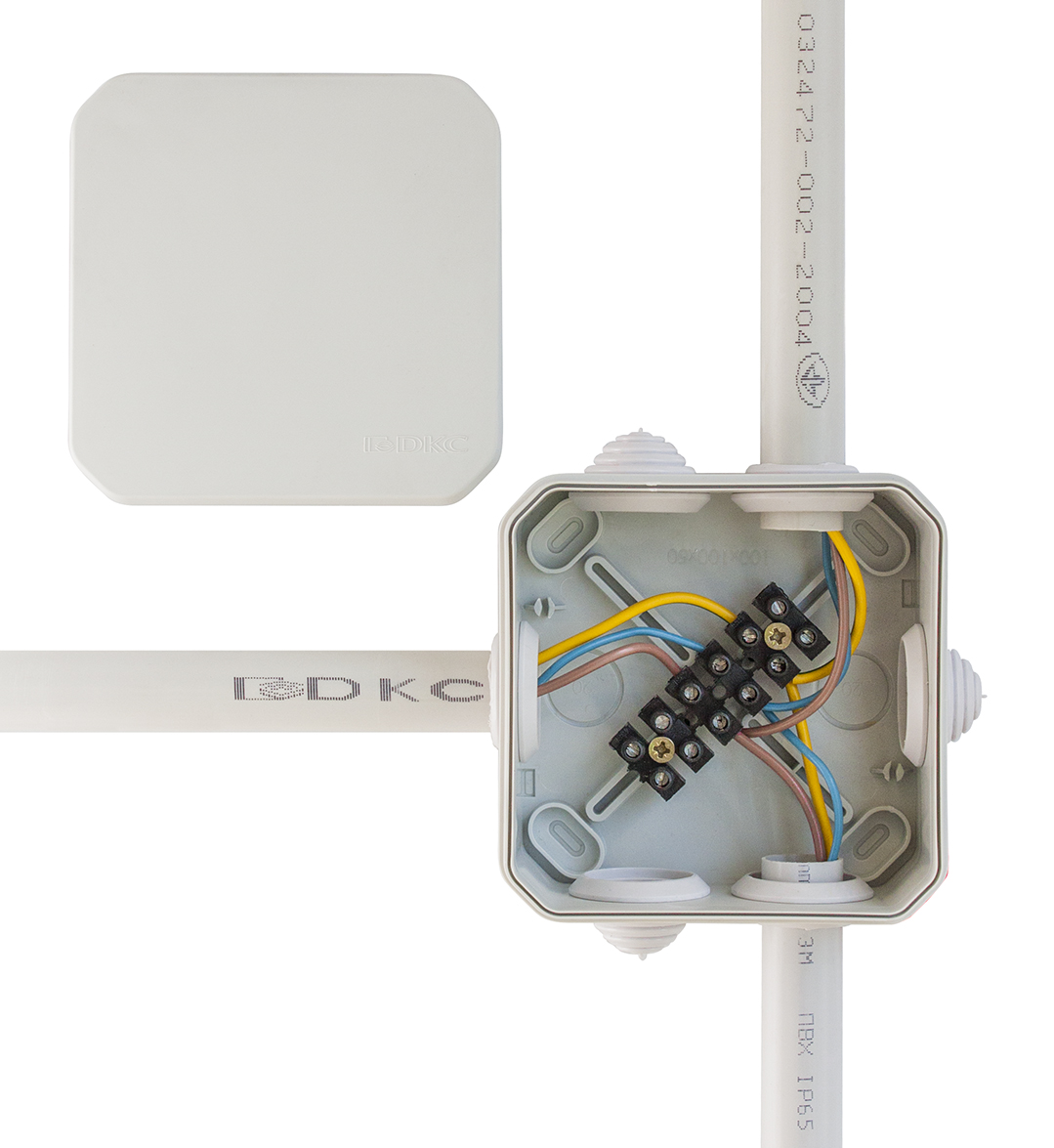
Для защиты мест соединения силовых и слаботочных проводов от механических повреждений, пыли и влаги (как в помещениях, так и на открытом воздухе) используются коробки со степенью защиты IP55

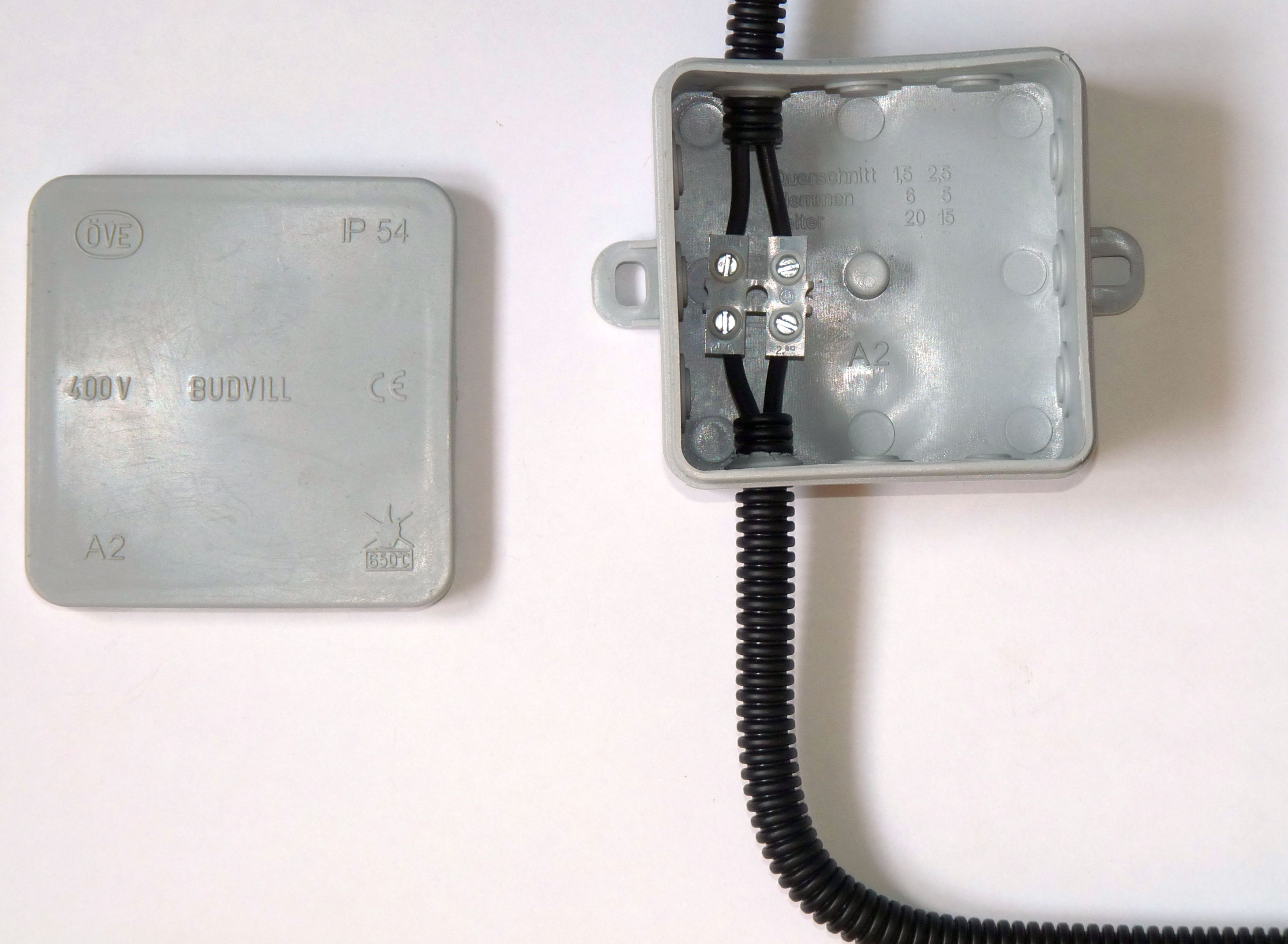
Соединительная монтажная коробка со степенью защиты IP54

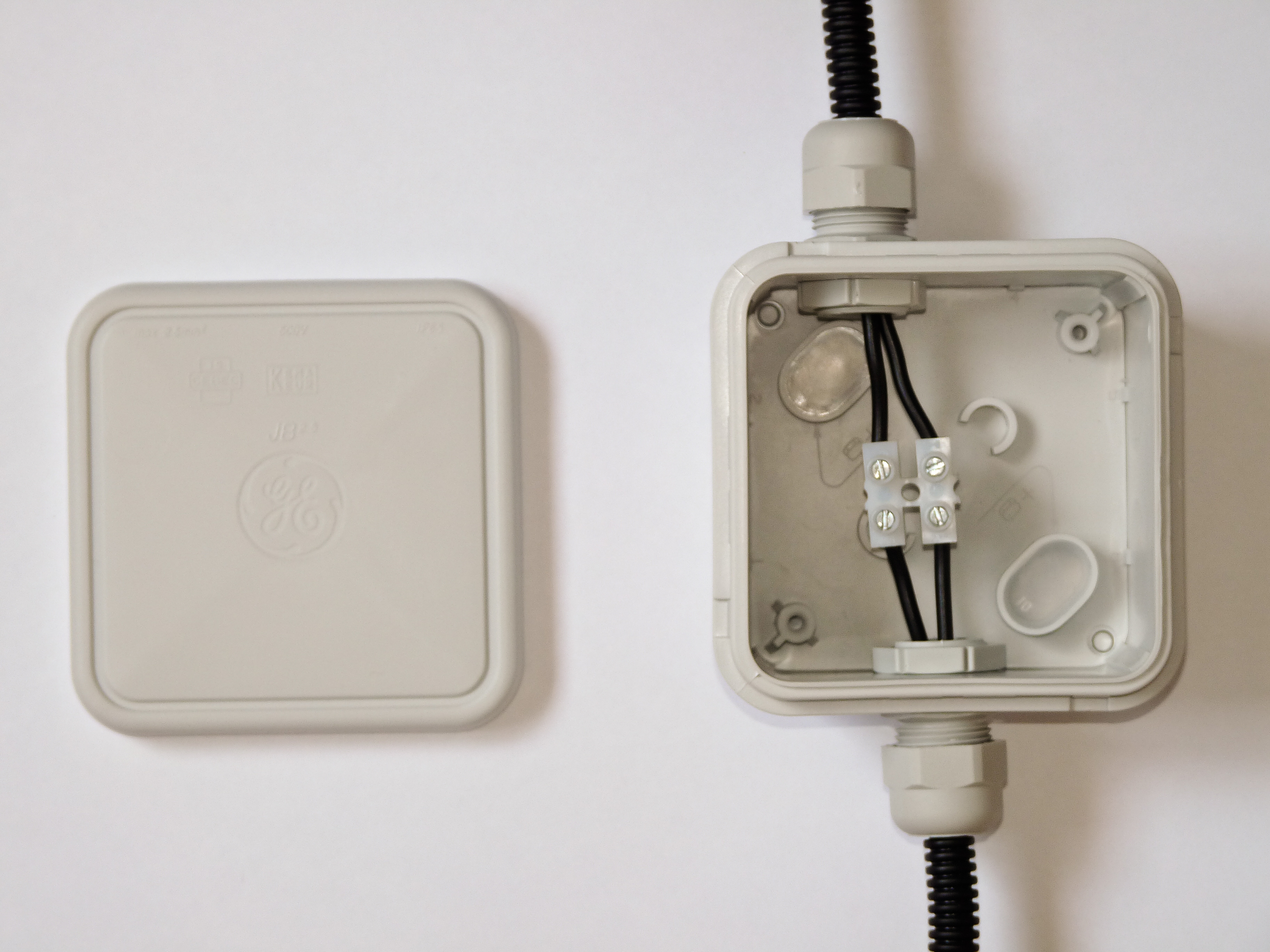
Соединительная монтажная коробка со степенью защиты IP65

Ingress Protection Code (в переводе с англ. — «коды защиты от проникновения»):п. 4.1 — классификация способа защиты, обеспечиваемого оболочкой технического устройства от доступа к опасным частям, попадания внешних твёрдых предметов и (или) воды и проверяемого стандартными методами испытаний:п. 3.3. Регулируется стандартами IEC 60529 (DIN 40050, ГОСТ 14254).
Маркировка степени защиты оболочки электрооборудования осуществляется при помощи международного знака защиты (IP) и двух цифр, с необязательным добавлением конкретизирующей буквы, первая из которых означает защиту от попадания твёрдых предметов, вторая — от проникновения воды.
Код имеет вид IPXX, где на позициях X находятся цифры либо символ X, если степень не определена. За цифрами могут идти одна или две буквы, дающие вспомогательную информацию. Например, бытовая электрическая розетка может иметь степень защиты IP22 — она защищена от проникновения пальцев и не может быть повреждена вертикально или почти вертикально капающей водой.
Максимальная степень защиты по этой классификации — IP68: то есть пыленепроницаемый прибор, выдерживающий длительное погружение в воду под давлением. В данное время максимальная степень защиты — IP69-K: маркировка корпусов изделий, выдерживающих высокотемпературную мойку под высоким давлением.

## Первая цифра — защита от проникновения посторонних предметов
Первая характеристическая цифра указывает на степень защиты, обеспечиваемой оболочкой:
- людей — от доступа к опасным частям, предотвращая или ограничивая проникновение внутрь оболочки какой-либо части тела или предмета, находящегося в руках у человека;
- оборудования, находящегося внутри оболочки, — от проникновения внешних твёрдых предметов.

Если первая классифицирующая цифра равна 0, то оболочка не обеспечивает защиты ни от доступа к опасным частям, ни от проникновения внешних твёрдых предметов.
Первая классифицирующая цифра, равная 1, указывает на то, что оболочка обеспечивает защиту от доступа к опасным частям тыльной стороной руки, 2 — пальцем, 3 — инструментом, 4, 5 и 6 — проволокой.
При первой классифицирующей цифре, равной 1, 2, 3 и 4, оболочка обеспечивает защиту от внешних твёрдых предметов диаметром больше или равным соответственно 50, 12,5, 2,5 и 1,0 мм.
При цифре 5 оболочка обеспечивает частичную, а при цифре 6 — полную защиту от пыли.
| Уровень | Защита от посторонних предметов, имеющих диаметр | Описание |
| ------- | ------------------------------------------------ | --- |
| X       | —                                                | X означает, что данные для определения степени защиты по этому критерию отсутствуют                                   |
| 0       | —                                                | Защита отсутствует |
| 1       | ≥50 мм                                           | Защищено от доступа к опасным частям тыльной стороной руки (п.5.1, таблица 1 ГОСТ 14254-2015)                         |
| 2       | ≥12,5 мм                                         | Защищено от доступа к опасным частям пальцем (п.5.1, таблица 1 ГОСТ 14254-2015)                                       |
| 3       | ≥2,5 мм                                          | Защищено от доступа к опасным частям инструментом (п.5.1, таблица 1 ГОСТ 14254-2015)                                  |
| 4       | ≥1 мм                                            | Защищено от доступа к опасным частям проволокой (п.5.1, таблица 1 ГОСТ 14254-2015)                                    |
| 5       | Пылезащищённое                                   | Некоторое количество пыли может проникать внутрь, однако это не нарушает работу устройства. Полная защита от контакта |
| 6       | Пыленепроницаемое                                | Пыль не может попасть в устройство. Полная защита от контакта                                                         |

## Вторая цифра — защита от проникновения воды
Вторая классифицирующая цифра указывает степень защиты оборудования от вредного воздействия воды, которую обеспечивает оболочка.
Если вторая классифицирующая цифра равна 0, то оболочка не обеспечивает защиты от вредного воздействия воды.
Вторая классифицирующая цифра, равная 1, указывает на то, что оболочка обеспечивает защиту от вертикально падающих капель воды; 2 — от вертикально падающих капель воды, когда оболочка отклонена на угол до 15°; 3 — от воды, падающей в виде дождя; 4 — от сплошного обрызгивания; 5 — от водяных струй; 6 — от сильных водяных струй; 7 — от воздействия при временном (непродолжительном) погружении в воду; 8 — от воздействия при длительном погружении в воду; 9 — в условиях высокотемпературной мойки даже при высоком давлении воды.
| Уровень | Защита от воды                                                                     | Описание |
| ------- | ---------------------------------------------------------------------------------- | --- |
| X       | —                                                                                  | X означает, что данные для определения степени защиты по этому критерию отсутствуют                                                                                            |
| 0       | —                                                                                  | Защита отсутствует |
| 1       | Вертикальные капли                                                                 | Вертикально капающая вода не должна нарушать работу устройства |
| 2       | Вертикальные капли под углом до 15°                                                | Вертикально капающая вода не должна нарушать работу устройства, если его отклонить от рабочего положения на угол до 15°                                                        |
| 3       | Падающие брызги                                                                    | Защита от дождя. Брызги падают вертикально или под углом до 60° к вертикали.                                                                                                   |
| 4       | Брызги                                                                             | Защита от брызг, падающих в любом направлении. |
| 5       | Струя воды                                                                         | Защита от струй воды (сопло 6,3 мм (0,25")) под давлением в 30 кПа на корпус с любого направления.                                                                             |
| 6       | Мощная струя воды                                                                  | Защита от мощных струй воды (сопло 12,5 мм (0,49")) под давлением в 100 кПа на корпус с любого направления.                                                                    |
| 6K      | Мощная струя воды высокого давления                                                | Защита от мощных струй воды (сопло 6,3 мм (0,25")) под давлением в 1000 кПа на корпус с любого направления под повышенным давлением.                                           |
| 7       | Кратковременное погружение на глубину до 1 м длительностью не более 1 минуты       | При кратковременном погружении вода не попадает в количествах, нарушающих работу устройства. Постоянная работа в погружённом режиме не предполагается.                         |
| 8       | Погружение на глубину более 1 метра длительностью более 30 минут (ГОСТ 14254-2015) | Устройство может работать в погружённом режиме. Однако для некоторых типов оборудования это может означать, что вода может проникнуть внутрь не оказывая вредного воздействия. |
| 9       | Струя воды высокой температуры                                                     | Устройство может работать в условиях высокотемпературной мойки водой высокого давления                                                                                         |
| 9K      | Мощная струя воды высокой температуры                                              | Защита от брызг под высоким давлением и высокой температурой с близкого расстояния.                                                                                            |

Часто защита от попадания жидкостей автоматически обеспечивает защиту от проникновения. Например, устройство, имеющее защиту от жидкости на уровне 4 (прямое разбрызгивание) автоматически будет иметь защиту от попадания посторонних предметов на уровне 5 [источник?].
Уровень защиты от проникновения воды не является кумулятивным за пределами уровня 6. Устройство, соответствующее уровню 7, обеспечивающему защиту при погружении в воду, не обязательно будет соответствовать уровню 5 или 6, обеспечивающему защиту от воздействия струй воды. Устройство, которое соответствует обоим уровням, указывается путём перечисления их через косую черту, например IP65/IP68.
| Степени защиты                    | IPx0 - нет защиты | IPx1 - защита от капель воды, падающих вертикально | IPx2 - защита от капель воды, падающих под углом 15° от вертикали | IPx3 - защита от дождя | IPx4 - защита от водяных брызг | IPx5 - защита от струй воды под давлением | IPx6 - защита от мощных водяных струй | IPx7 - защита от погружения в воду на глубину не более 1м | IPx8 - защита от затопления (глубина указывается дополнительно, в метрах) |
| --------------------------------- | ----------------- | -------------------------------------------------- | ----------------------------------------------------------------- | ---------------------- | ------------------------------ | ----------------------------------------- | ------------------------------------- | --------------------------------------------------------- | ------------------------------------------------------------------------- |
| IP0x - Нет защиты                 | IP00              |                                                    |                                                                   |                        |                                |                                           |                                       |                                                           |                                                                           |
| IP1x - Защита от частиц > 50,0 мм | IP10              | IP11                                               | IP12                                                              |                        |                                |                                           |                                       |                                                           |                                                                           |
| IP2x - Защита от частиц > 12,5 мм | IP20              | IP21                                               | IP22                                                              | IP23                   |                                |                                           |                                       |                                                           |                                                                           |
| IP3x - Защита от частиц > 2,5 мм  | IP30              | IP31                                               | IP32                                                              | IP33                   | IP34                           |                                           |                                       |                                                           |                                                                           |
| IP4x - Защита от частиц > 1,0 мм  | IP40              | IP41                                               | IP42                                                              | IP43                   | IP44                           |                                           |                                       |                                                           |                                                                           |
| IP5x - Защита от пыли частичная   | IP50              |                                                    |                                                                   |                        | IP54                           | IP55                                      |                                       |                                                           |                                                                           |
| IP6x - Защита от пыли полная      | IP60              |                                                    |                                                                   |                        |                                | IP65                                      | IP66                                  | IP67                                                      | IP68                                                                      |

## Дополнительные буквы
Дополнительная буква обозначает степень защиты людей от доступа к опасным частям и указывается в том случае, если:
- действительная степень защиты от доступа к опасным частям выше степени защиты, указанной первой характеристической цифрой;
- обозначена только защита от вредного воздействия воды, а первая характеристическая цифра заменена символом «Х».

Дополнительная буква указывает на то, что оболочка обеспечивает защиту от доступа к опасным частям:  «А» — тыльной стороной руки, «B» — пальцем, «C» — инструментом, «D» — проволокой.
| Буква | Значение              |
| ----- | --------------------- |
| А     | тыльной стороной руки |
| В     | пальцем               |
| С     | инструментом          |
| D     | проволокой            |

Вспомогательная буква «H» обозначает высоковольтное электрооборудование. Вспомогательные буквы «M» и «S» указывают на то, что оборудование с движущимися частями во время испытаний на соответствие степени защиты от вредных воздействий, связанных с проникновением воды, находится соответственно в состоянии движения или неподвижности.
| Буква | Значение                                                 |
| ----- | -------------------------------------------------------- |
| H     | Высоковольтная аппаратура                                |
| М     | Во время испытаний защиты от воды устройство работало    |
| S     | Во время испытаний защиты от воды устройство не работало |
| W     | Защита от погодных условий                               |

Степень защиты оболочки может быть обозначена дополнительной буквой только в том случае, если она удовлетворяет всем более низким по уровню степеням защиты, например: IP1XB, IP1XC, IP1XD, IP2XC, IP2XD, IP3XD.

## Расширение стандарта
Немецкий стандарт DIN 40050-9 расширяет IEC 60529 до степени защиты IP69K, применяемой для высокотемпературной мойки под высоким давлением. Такие корпуса имеют не только полную защиту от пыли (IP6X), но и способны выдержать высокое давление воды во время мойки.
Степень защиты IP69K была первоначально разработана для дорожных транспортных средств, особенно тех, которые нуждаются в регулярной интенсивной очистке (самосвалов, бетономешалок и др.), но в настоящее время находит применение в других областях (пищевая и химическая промышленность).